# Goethyt

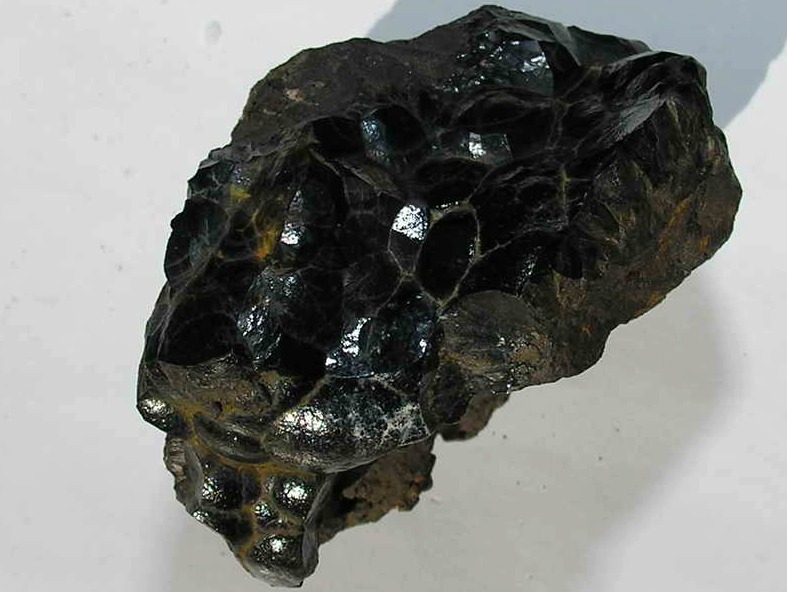
Goethyt – skupienie nerkowate

Goethyt, getyt – pospolity minerał z gromady wodorotlenków. Należy do grupy diaspora. Chemicznie jest to tlenek wodorotlenek żelaza(III), FeO(OH), w polimorficznej formie α.
Został nazwany w 1806 r. na cześć niemieckiego poety i kolekcjonera minerałów Johanna Wolfganga von Goethego. Nazwa dotyczyła początkowo lepidokrokitu, minerału o tym samym składzie chemicznym, lecz o innej strukturze krystalicznej. Wraz z lepidokrokitem goethyt tworzy mieszaninę zwaną limonitem.

## Właściwości
Tworzy skupienia promieniste, nerkowate, groniaste, naciekowe, oolitowe, (brunatna szklana głowa), zbite lub ziemiste. Wykształca kryształy igiełkowe, słupowe, pręcikowe, włókniste lub włoskowe, sporadycznie tabliczkowy z wyraźnym podłużnym prążkowaniem. Tworzy pseudomorfozy wielu minerałów np. pirytu czy syderytu. Stosunkowo często występuje pod postacią amorficzną, zwykle jest dość słabo wykrystalizowany. 
Różnie wykształcone odmiany goethytu bywają określane odrębnymi nazwami.
Ulega reakcjom: hydratacji (powstaje lepidokrokit) oraz dehydratacji (produktem jest hematyt).Trudno rozpuszczalny w kwasie solnym. Nieprzezroczysty, natomiast w cienkich odłupkach kryształów przeświecający.

## Występowanie i Powstawanie
Najtrwalszy minerał żelaza na powierzchni Ziemi. Jest produktem przeobrażania (wietrzenia) minerałów żelaza (np. pirytu, magnetytu) w złożach rud żelaza; formuje się w czapie żelaznej, laterytach, żelaziakach czy piaskowcach żelazistych. Powstaje także w osadach morskich, jeziornych, bagiennych czy darniowych. Kryształy goethytu powstają również w pogazowych pęcherzach skał wulkanicznych, w strefach utleniania kruszców. Często towarzyszą mu m.in. kupryt, malachit, azuryt, hematyt, kalcyt, piryt, galena, sfaleryt, syderyt, baryt, fluoryt.
Goethyt jest jednym z najważniejszych składników tropikalnych pokryw laterynowych oraz pokryw terra rosy.

## Miejsce występowania

### Na Świecie
Skupiska tego minerału znajdują się w Niemczech, w Siegen, Freisen i Hirschberg, Lotaryngii (Francja), Wielkiej Brytanii, w Lostwithiel, w Czechach, na Kubie, Ukrainie, Stanach Zjednoczonych, Brazylii, RPA,Rosji oraz Australii.

### W Polsce
Stanisławów na Pogórzu Kaczawskim, Rudawy Janowickie, Kletno, Strzegom (Dolny Śląsk), Kielce, Starachowice i okolice Gór Świętokrzyskich, Olkusz, Tarnowskie Góry (Śląsko-Krakowskie złoża Zn-Pb).

## Zastosowanie
- Jako ruda żelaza[2].
- Jako filtry do oczyszczania gazu[2].
- Do produkcji pigmentu – ochry[10].